# Glen Foster
Glen Seward Foster (Orange, 14 de agosto de 1930-Nueva York, 1 de octubre de 1999) fue un deportista estadounidense que compitió en vela en la clase Tempest. Participó en los Juegos Olímpicos de Múnich 1972, obteniendo una medalla de bronce en la clase Tempest.

## Palmarés internacional
| Juegos Olímpicos | Juegos Olímpicos | Juegos Olímpicos  | Juegos Olímpicos |
| Año              | Lugar            | Medalla           | Clase            |
| ---------------- | ---------------- | ----------------- | ---------------- |
| 1972             | Múnich (RFA)     | Medalla de bronce | Tempest          |